# Freyeria supraradiata
Freyeria supraradiata är en fjärilsart som beskrevs av Wagner 1931. Freyeria supraradiata ingår i släktet Freyeria och familjen juvelvingar. Inga underarter finns listade i Catalogue of Life.